# Encyclopaedia Hebraica
Encyclopaedia Hebraica (האנצקלופדיה העברית) er en omfattende encyklopædi på hebræisk, som blev udgivet i den sidste halvdel af det 20. århundrede.

## Baggrund
Forløberen, Almindelig Encyklopædi, var blevet trykt hos Bracha Pelis trykkeri og udgivet af Professor Joseph Klausner med succes. Bracha Pelis søn, Alexander, var ivrig efter at begynde på en mere ambitiøs encyklopædi, skrevet på hebræisk.
Tanken om en Encyclopaedia Hebraica begyndte at blive virkelighed i løbet af sommeren 1944. Man dannede en rådgivende kommitté for at fastlægge værkets målsætninger. Trykningen af det første bind begyndte i 1948 med grundlæggelsen af den israelske stat. Projektets ærespræsident var landets præsident, professor Chaim Weizmann.
Det første bind rummede opslagene Aleph (א) til Australien (אוסטרליה). Det første fotografi, som findes i bindet er et billede af Israels uafhængighedserklæring. Det opslag, som slutter encyklopædien i bind 32, er Tishrei (תשרי).
Der stod i udgiverens forord: 
| Citat | Vi har en stærk tro på, at vi vil virkeliggøre vores forhåbning om at skabe et enestående indhold i en storslået form og at tilføje og forøge det fra bind til bind, og at vi vil slutte af med at have udgivet alle 16 bind indenfor fem eller seks år, og at hele projektet vil nå sit mål. | Citat |
|       | |       |

Det skulle vise sig, at skrivningen af encyklopædien kom til at fortsætte i mere end tredive år, og først i 1980 – et kvart århundrede efter den oprindeligt fastsatte slutdato – var udgivelsen fuldført. I skrivefasen blev der udgivet et tillægsbind, som opdaterede og supplerede bindene 1-16, og da bind 32 var færdigt, blev der udgivet et tillægsbind II. I 1985, dvs. fem år efter færdiggørelsen af encyklopædiens bind, blev der trykt et indeksbind, og i 1995 udkom et tillægsbind III, som opdaterede oplysningerne fra tillægsbind II. Sammen med det udkom også to bind, der indeholdt omfattende opdateringer over emnerne Staten Israel og Landet Israel.
De mange år, som blev brugt på at færdiggøre encyklopædien, betød, at dens udgivere blev udskiftet i årenes løb. Posten blev besat af Joseph Klausner, Benzion Netanyahu, Yeshayahu Leibowitz, Nathan Rotenstreich, Yehoshua Gutman og Joshua Prawer. Den øverste ansvarlige under udgivelsen af alle bindene var Alexander Peli. Flere end 2.500 skribenter deltog som forfattere på encyklopædien. Blandt dem var ledende, israelske videnskabsfolk og femten nobelprismodtagere.
I løbet af udgivelsen blev encyklopædien tillagt stor betydning. Det kunne ses af, at der var mennesker, som følte et påtrængende behov for at blive omtalt i encyklopædien som en slags godkendelsesstempel på deres betydning og position.  Bracha Peli, encyklopædiens udgiver, fortalte senere om en forfatter, som kom til hende en dag og truede med at begå selvmord, hvis han ikke blev omtalt: "Selv om hans position i hebræisk litteratur ikke var særligt vigtig, tog jeg ingen chancer og optog ham som et opslag."  Til tider opstod der diskussioner om, hvem der skulle skrive en bestemt artikel. Det var uenigheder, som havde deres baggrund i akademiske meningsforskelle eller i politiske eller følelsesmæssige faktorer. Det var f.eks. tilfældet med artiklerne om Ben Gurion og Adolf Hitler.
De senest udkomne bind af encyklopædien, som blev forfattet i 90’erne og udgivet af David Shacham, blev kritiseret for at indeholde en tone af post-zionisme.
Inden der var gået et år efter Bracha Pelis død, var rettighederne til encyklopædien blevet solgt. Forlaget Schocken Books siges at arbejde på en ny, revideret udgave af encyklopædien.

## Karaktertræk

### BogstavetAlef
Bogstavet Aleph har det største antal artikler, og der bliver brugt 6½ bind på det (mere end  30 % af det planlaget antal bind). Den sidste artikel er "Ethere" (אתרים). Den længste artikel, der begynder med aleph "Landet Israel" (ארץ ישראל), som man ofrer et helt bind: det 6. Den næstlængste er "USA" (ארצות הברית של אמריקה), som bruger 126 spalter. Den samlede længde af aleph-artiklerne passer ikke med bogstavets relative vægt i det hebræiske alfabet, men viser snarere den indledende begejstring, som udgiverne kastede i at opsamle summen af menneskelig viden. Da det stod klart, at med det tempo og detaljeringsgrad ville skabelsen af encyklopædien aldrig blive tilendebragt, besluttede man at begrænse dens omfang (hvad der bl.a. medførte, at der findes artikler i de første bind med et "se også", der peger på uskrevne artikler). Det mindste bogstav i encyklopædien er bogstavet Tsade (צ), som spænder over 531 pages, dvs. mindre end et bind, som rummes i bind 28.

### Biografier
Encyklopædiens natur genspejler sig i dens undertitel: "Almen, jødisk og israelsk". Den dækker alle almene emner, men den jødisk-israelske vægtning er tydelig, særligt i artiklerne om jødedom, jøder og Israel, som går ud over det alment genkendelige. Encyklopædien er omhyggelig med at understrege en persons jødiskhed i enhver biografisk artikel, selv når den jødiske tilknytning ikke har nogen betydning i personens liv (f.eks. Boris Pasternak), og også personens betydning for jøder. Den længste, biografiske artikel (på 32 spalter) er den om Theodor Herzl, og den længste ikke-jødiske biografi er om Goethe.

### Geografiske artikler
Artikler, der handler om de forskellige lande og byer, rummer en beretning om stedets historie fulgt af en særlig detaljeret beretning om dets jødiske historie, hvis den har sådan én. I særdeleshed gives der detaljerede oplysninger om den jødske menigheds skæbne, hvis stedet var under nazistisk herredømme under Holocaust. Tilsvarende oplyser encyklopædien detaljeret om antallet af jøder, deres professioner og vigtigste bosættelsesområder, deres samfundsstruktur osv. under beskrivelsen af lande og byer med et eksisterende, jødisk samfund.

### Politiske opfattelser
Encyklopædiens forfattere lagde ikke skjul på deres jødisk-nationale, politiske opfattelser. F.eks. var der ikke brug for et opslag om Kongeriget Jordan, eftersom encyklopædien ikke anerkendte staten. Oplysninger om dette landområde er indskrevet i artiklen "Landet Israel", og det bliver slået fast fra begyndelsen af artiklen, at udtrykket landet Israel omfatter begge sider af Jordanfloden på hebræisk. I det andet tillægsbind dukker opslaget Jordan endelig op og genspejler således skiftet i politiske holdninger i det israelske samfund under de forløbne årtier.
En berømt ikke-politisk uenighed drejede sig om artiklen om Platon (אפלטון), der står i bind 5. Professor Yeshayahu Leibowitz, en af encyklopædiens hovedredaktører, var lodret uenig med den fortolkning af Plantons ideer, der blev givet. Det udtrykte han ved at føje en fodnote til de første sider i bindet, hvor han beskrives som "Professor Yeshayahu Leibowitz, filosofiredaktør", der lyder "indtil side 223" (som er den side, hvor Platonartiklen begynder).

## References
1. ↑  Michael E. Stone og Theodore A. Bergren: Biblical Figures Outside the Bible, 2003
2. ↑  ha-Entsiklopediyah ha-ʻivrit (האנצקלופדיה העברית) / Encyclopaedia Hebraica. (1949). Tel-Aviv: Encyclopaedia Publishing Company
3. ↑  Asher Weill: Bracha Peli Arkiveret 11. april 2010 hos  Wayback Machine, Jewish Women's Archive
4. 1 2 3 4 5  ((hebraisk)) Haaretz mindeord over Alexander Peli Arkiveret 1. oktober 2007 hos  Wayback Machine
5. ↑  Yeshayahu Leibowitz, 91, en israelsk tænker – New York Times Arkiveret 28. marts 2020 hos  Wayback Machine,
6. ↑  Hans navn blev gengivet som "Plai" ...det skal dog være Peli